# Apatelodes quadrata
Apatelodes quadrata is een vlinder uit de familie van de Apatelodidae. De wetenschappelijke naam van de soort werd in 1908 gepubliceerd door Edward Dukinfield Jones.